# César Salceda Gómez
César Salceda Gómez (Santander, 7 de juny de 1969) és un exfutbolista càntabre, que jugava de defensa.
Va militar en diferents clubs, com ara el Rayo Cantabria, el Racing de Santander o la Gimnástica de Torrelavega. Amb l'equip racinguista va arribar a jugar a Segona Divisió, a principis de la dècada dels 90.
Després de la seua retirada, ha seguit vinculat al món del futbol. El 2009 va ser nomenat delegat del Racing de Santander B.